# Antonio Quintero
Antonio Quintero (* 1962 in Havanna) ist ein ehemaliger kubanischer Radrennfahrer und nationaler Meister im Radsport.

## Sportliche Laufbahn
Quintero hatte seine größten internationalen Erfolge bei den Zentralamerika- und Karibikspielen. 1982 gewann er dabei das Straßenrennen vor dem Venezolaner Enrique Campos. 1986 war er mit dem Vierer Kubas in der Mannschaftsverfolgung erfolgreich. In den Jahren von 1981 bis 1989 gewann er mehrfach Etappen der heimischen Kuba-Rundfahrt. 1983 und 1987 wurde er nationaler Meister im 1000-Meter-Zeitfahren auf der Bahn. In Europa war er 1985 in der DDR-Rundfahrt am Start, er wurde 52. der Gesamtwertung. 1987 wurde er Dritter in der Uruguay-Rundfahrt. 1980 war er Teilnehmer der Olympischen Sommerspiele in Moskau. Bei den Panamerikanischen Meisterschaften 1988 gewann Kuba mit Antonio Quintero die Goldmedaille in der Mannschaftsverfolgung.
Bei der Internationalen Friedensfahrt startete er dreimal, 1982 wurde er 44., 1983 50. und 1984 59. der Gesamtwertung.